# Campeonato Europeu de Atletismo em Pista Coberta de 2015 - 3000 m feminino
A prova dos 3000 metros feminino do Campeonato Europeu de Atletismo em Pista Coberta de 2015 foi disputada entre 6 e 7 de março de 2015 no O2 Arena em Praga, República Checa.

## Recordes
Antes desta competição, os recordes mundiais e do campeonato nesta prova eram os seguintes:
|                       | Nome              | Nacionalidade | Tempo     | Local     | Data                    |
| --------------------- | ----------------- | ------------- | --------- | --------- | ----------------------- |
| Recorde mundial       | Genzebe Dibaba    | Etiópia       | 8m 16s 60 | Estocolmo | 6 de fevereiro de 2014  |
| Recorde do campeonato | Fernanda Ribeiro  | Portugal      | 8m 39s 49 | Estocolmo | 9 de março de 1996      |
| Recorde europeu       | Liliya Shobukhova | Rússia        | 8m 27s 86 | Moscou    | 17 de fevereiro de 2006 |

## Medalhistas
| Ouro                   | Prata                     | Bronze               |
| Yelena Korobkina (RUS) | Sviatlana Kudzelich (BLR) | Maureen Koster (NED) |

## Cronograma
Todos os horários são locais (UTC+2).
| Data       | Hora  | Evento  |
| ---------- | ----- | ------- |
| 6 de março | 13:25 | Bateria |
| 7 de março | 18:50 | Final   |

## Resultados

### Bateria
Qualificação: 4 atletas de cada bateria  (Q) mais os 4 melhores qualificados (q). 
| Posição | Bateria | Atleta                | Nacionalidade | Tempo   | Notas                |
| ------- | ------- | --------------------- | ------------- | ------- | -------------------- |
| 1       | 1       | Maureen Koster        | Países Baixos | 8:57.59 | Q                    |
| 2       | 1       | Laura Muir            | Reino Unido   | 8:57.71 | Q                    |
| 3       | 1       | Maruša Mišmaš         | Eslovênia     | 8:57.96 | Q,                   |
| 4       | 1       | Sandra Eriksson       | Finlândia     | 8:57.97 | Q,                   |
| 5       | 1       | Sviatlana Kudzelich   | Bielorrússia  | 8:57.97 | q                    |
| 6       | 1       | Charlotta Fougberg    | Suécia        | 9:01.33 | q,                   |
| 7       | 1       | Jennifer Wenth        | Áustria       | 9:01.54 | q,                   |
| 8       | 1       | Giulia Viola          | Itália        | 9:03.00 | q                    |
| 9       | 2       | Emelia Gorecka        | Reino Unido   | 9:03.97 | Q,                   |
| 10      | 2       | Yelena Korobkina      | Rússia        | 9:04.22 | Q                    |
| 11      | 2       | Sofia Ennaoui         | Polónia       | 9:04.29 | Q                    |
| 12      | 2       | Kristiina Mäki        | Chéquia       | 9:04.72 | Q                    |
| 13      | 2       | Kate Avery            | Reino Unido   | 9:05.14 |                      |
| 14      | 1       | Gesa Felicitas Krause | Alemanha      | 9:11.01 |                      |
| 15      | 2       | Özlem Kaya            | Turquia       | 9:14.35 |                      |
| 16      | 1       | Amela Terzić          | Sérvia        | 9:17.73 | Recorde da temporada |
| 17      | 2       | Maren Kock            | Alemanha      | 9:20.79 |                      |
| 18      | 2       | Claudia Bobocea       | Roménia       | 9:27.82 |                      |
| 19      | 2       | Sonja Roman           | Eslovênia     | DNF     |                      |

### Final
A final foi realizada às 18:50 no dia 7 de março de 2015.  
| Posição           | Atleta              | Nacionalidade | Tempo   | Notas            |
| ----------------- | ------------------- | ------------- | ------- | ---------------- |
| Medalha de ouro   | Yelena Korobkina    | Rússia        | 8:47.62 |                  |
| Medalha de prata  | Sviatlana Kudzelich | Bielorrússia  | 8:48.02 | Recorde pessoal  |
| Medalha de bronze | Maureen Koster      | Países Baixos | 8:51.64 |                  |
| 4                 | Laura Muir          | Reino Unido   | 8:52.44 |                  |
| 5                 | Sandra Eriksson     | Finlândia     | 8:54.06 | Recorde nacional |
| 6                 | Sofia Ennaoui       | Polónia       | 8:56.77 |                  |
| 7                 | Giulia Viola        | Itália        | 8:59.04 |                  |
| 8                 | Maruša Mišmaš       | Eslovênia     | 8:59.51 |                  |
| 9                 | Jennifer Wenth      | Áustria       | 8:59.84 | Recorde pessoal  |
| 10                | Kristiina Mäki      | Chéquia       | 9:05.95 |                  |
| 11                | Charlotta Fougberg  | Suécia        | 9:06.50 |                  |
| 12                | Emelia Gorecka      | Reino Unido   | 9:06.79 |                  |

Legenda
| Recorde mundial       | Recorde mundial (World record)               |                       | Recorde africano                      | Recorde africano (African) |                                           | Q | Classificado por posição (Qualified) |
| Recorde do campeonato | Recorde do campeonato (Championship record)  | Recorde da América    | Recorde da América (Americas)         | q                          | Classificado por melhor tempo (Qualified) |   |                                      |
| Melhor marca do ano   | Melhor marca do ano (World leading)          | Recorde asiático      | Recorde asiático (Asian)              | DNS                        | Não largou (Did not start)                |   |                                      |
| Recorde nacional      | Recorde nacional (National record)           | Recorde europeu       | Recorde europeu (European)            | DNF                        | Não terminou (Did not finish)             |   |                                      |
| Recorde pessoal       | Recorde pessoal do atleta (Personal best)    | Recorde da Oceania    | Recorde da Oceania (Oceania)          | DSQ / DQ                   | Desclassificado (Disqualified)            |   |                                      |
| Recorde da temporada  | Recorde da temporada do atleta (Season best) | Recorde sul-americano | Recorde sul-americano (South America) | NM                         | Sem marca (No mark)                       |   |                                      |